# Бой под Фараонь
Бой под Фараонь — состоялся 24 июня 1653 года в ходе Сучавской кампании. Войско господаря Молдавии Василе Лупу было разбито сторонниками претендента Георгия Стефана.
Довідавшися, що після його утечі з-під Тарговишта Стефан з мунтянським і угорським військом війшов до Молдавії і простує на Яси, Лупул вирушив против нього з значно більшими силами, і вислав наперед частину свого війська під проводом свого братанича Стефаниці. Передовий полк Стефана стояв під Баковим, і зайнявши неприступну позицію, погромив се передове військо Лупула, набране здебільшого з бесарабських селян.
После битвы под Финтой Тимош Хмельницкий и молдавский господарь Василе Лупу во главе остатков армии бежали в Яссы, тогда как претендент на молдавский престол Георгий Стефан вступил с валашскими войсками, к которым примкнули его молдавские сторонники, в Молдавское княжество. Лупул выслал навстречу войску Стефана городское ополчение из Орхея и набранных в армию крестьян под командой своего племянника Стефанице и бояр из рода Хинкул.
24 июня 1653 года в районе села Фараонь, урочище Сухая Долина (Валя сакэ) возле городка Бакэу дошло до стычки, в которой отряд Стефана (400 сейменов, посланных Штефану господарем Валахии Матеем Басарабом, и неизвестное количество наемной и молдавской конницы, вместе по численности примерно равное войску Лупу) одолел противника. Конница Стефана атаковала орхейское ополчение, когда то пробовало перейти овраг. Войско Лупу бросилось наутек к Бакэу во главе со своим предводителем. Пойманным пленникам отрезаны носы и уши, или их наказывали на горло[неизвестный термин] — выдвигается предположение о такой жестокости — что мобилизованные Лупу крестьяне происходили из деревень, где за два месяца до боя был убит один из полководцев Георгия Стефана, сердара (гетмана) Моряну.